# Marquesado de Monteagudo
El marquesado de Monteagudo es un título nobiliario español creado el 1 de agosto de 1887 por real decreto y real despacho el 6 de septiembre de 1887 en el reinado de Alfonso XIII, por su madre la reina regente María Cristina de Habsburgo a favor de Josefa Jabat y Magallón.
Su denominación hace referencia a la localidad de Monteagudo (Navarra), en memoria del antiguo señorío que sobre este Monteagudo tuvo la familia Magallón, antepasados de Josefa Jabat y Magallón. El señorío fue fundado en 1429 por Mosén Florestán de Gramont, y que pasó más tarde a los marqueses de San Adrián.

## Marqueses de Monteagudo
|                           | Titular                        | Periodo                   |
| Creación por Alfonso XIII | Creación por Alfonso XIII      | Creación por Alfonso XIII |
| ------------------------- | ------------------------------ | ------------------------- |
| I                         | Josefa Jabat y Magallón        | 1887-1908                 |
| II                        | Leonardo Santos-Suárez y Jabat | 1909-1939                 |
| III                       | Pedro Santos-Suárez y Girón    | 1940/1952-1977            |
| IV                        | Josefa Santos-Suárez y Girón   | 1980-1992                 |
| V                         | Carlos Creus y Santos-Suárez   | 1992-2011                 |
| VI                        | Carlos Creus y Ramírez de Haro | 2012-2022                 |
| VII                       | Marta Creus y Olgado           | 2022-actual titular       |

## Historia de los marqueses de Monteagudo
- Josefa Jabat y Magallón (baut. Madrid, parroquia de San Sebastián, 13 de junio de 1847-18 de noviembre de 1908),[3] I marquesa de  Monteagudo.[1] Era hija de Juan José de Jabat y Hernández de Alba (1811-1883) y de su esposa Mariana Magallón y Campuzano, (1880-1897) perteneciente a la casa de los marqueses de San Adrián.[3]

Casó el 9 de junio de 1870 con Pedro Santos Suárez y Carrió, caballero de la Orden de San Juan de Jerusalén, hijo de José-Leonardo Sántos-Suárez y Pérez de Alejos y de Benita Carrió y Jiménez. El 12 de febrero de 1909 le sucedió su hijo:
- Leonardo Santos-Suárez y Jabat (baut. Madrid, parroquia de San Ginés, 3 de junio de 1874-2 de diciembre de 1938),[3] II marqués de Monteagudo,[1]  mayordomo de semana del rey Alfonso XIII, gran cruz de Isabel la Católica y caballero de la Orden de San Juan.[3]

Casó el 5 de febrero de 1897, en Madrid, con Matilde Girón y Méndez, hija de Luis Girón y Aragón y de su esposa Ana María Méndez y Bryan y nieta de Francisco Javier Girón y Ezpeleta, III duque de Ahumada V marqués de las Amarillas. El 20 de junio de 1952 sucedió su hijo:
- Pedro Santos-Suárez y Girón, III marqués de Monteagudo.[1]

Casó en 1935 con María del Carmen Sanz y González. Sin descendientes, el 15 de octubre de 1980 sucedió su hermana:
- Josefa Santos-Suárez y Girón (n. 1 de agosto de 1905),[3] IV marquesa de Monteagudo.[1]

Casó el 3 de agosto de 1905 con Carlos Richi y Paulet. Sin descendientes. Le sucedió, por cesión, el 21 de septiembre de 1992, su sobrino, hijo de su hermana Inés Santos-Suárez y Girón casada con Carlos Creus y Vaillant:
- Carlos Creus y Santos-Suárez (n. 6 de julio de 1924),[3] V marqués de Monteagudo.[1]

Casó el 10 de agosto de 1948, en Madrid, con Ana María Ramírez de Haro y Ulloa (n. 1924), hija de Juan Ramírez de Haro y Chacón, II conde de Villamarciel, y de María Asunción de Ulloa y Fernández-Durán. El 9 de septiembre de 2012, le sucedió su hijo:
- Carlos Creus y Ramírez de Haro (m. La Granja de San Ildefonso, 10 de febrero de 2022),[6] VI marqués de Monteagudo.[1]

Casó en primeras nupcias con Iluminada Olgado Guillén. Contrajo un segundo matrimonio con Carmen de la Mota y Gómez-Acebo. Sucedió su hija:
- Marta Creus y Olgado, VII marquesa de Monteagudo.[7]